# Norbert van Bloemen

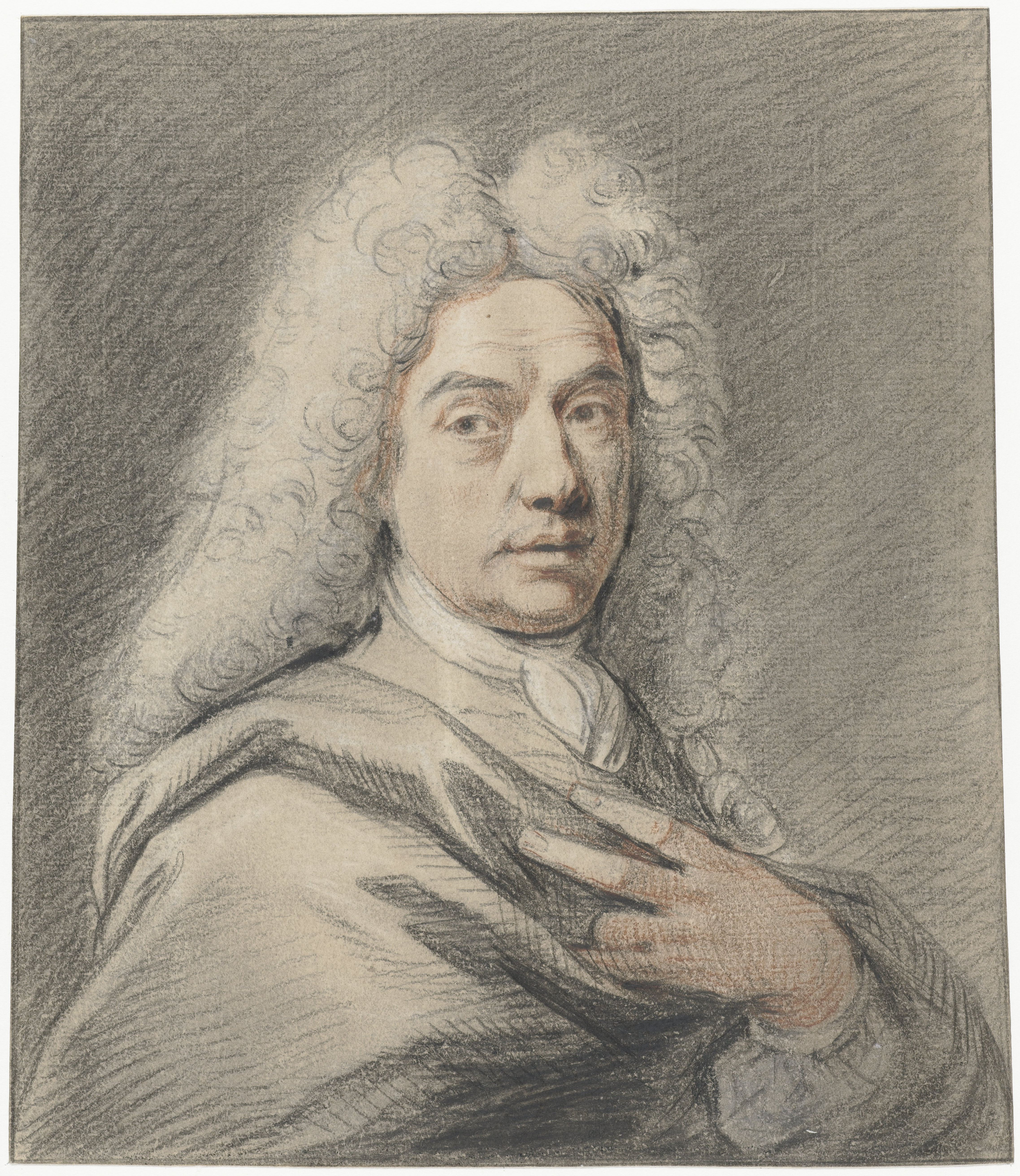
Zelfportret

Norbert van Bloemen of Nolbertus van Bloemen (Antwerpen, 1670 – Amsterdam, 1746), was een Zuid-Nederlands schilder uit de barokperiode.

## Biografie

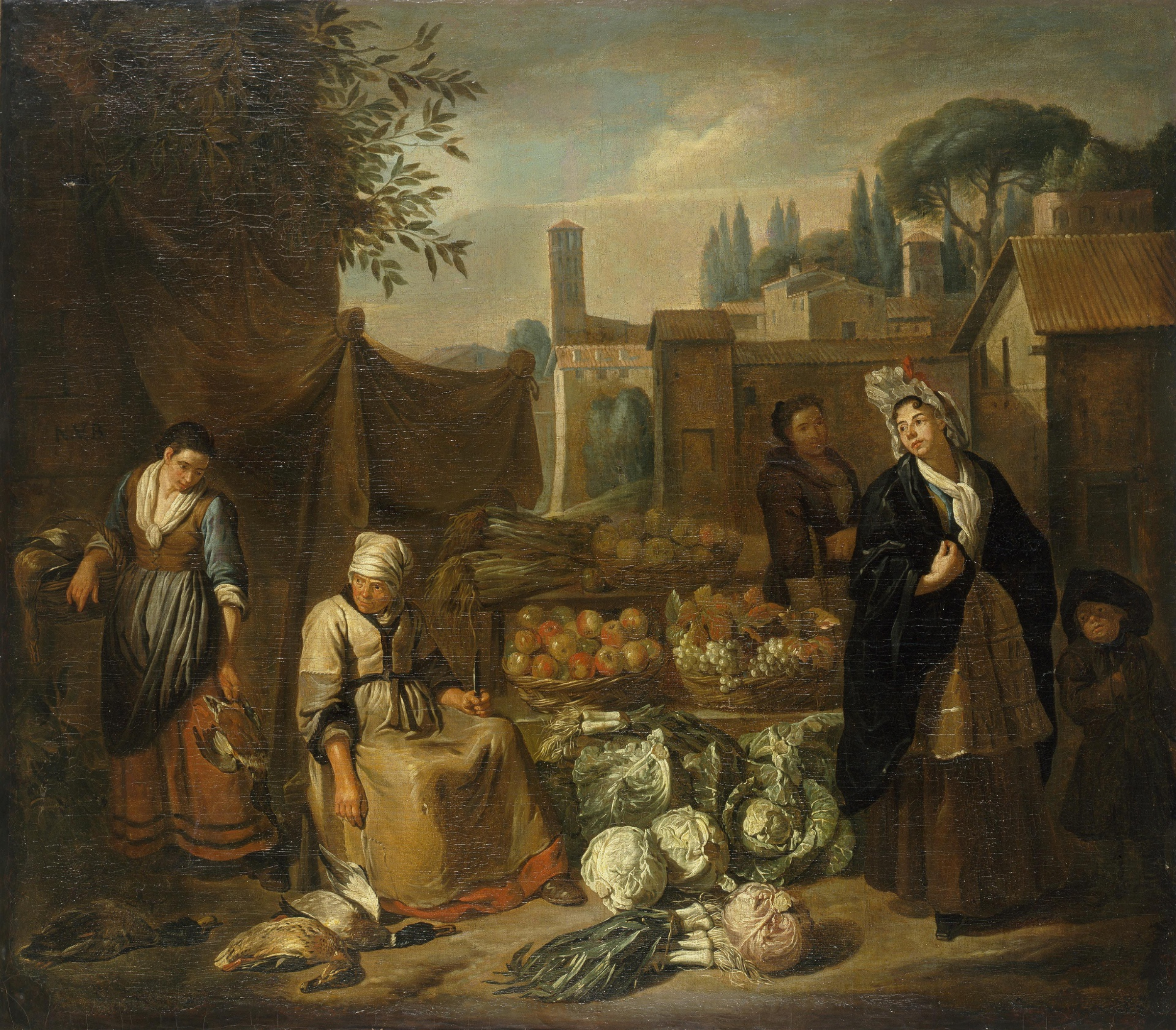
Pastorale scene, 1700

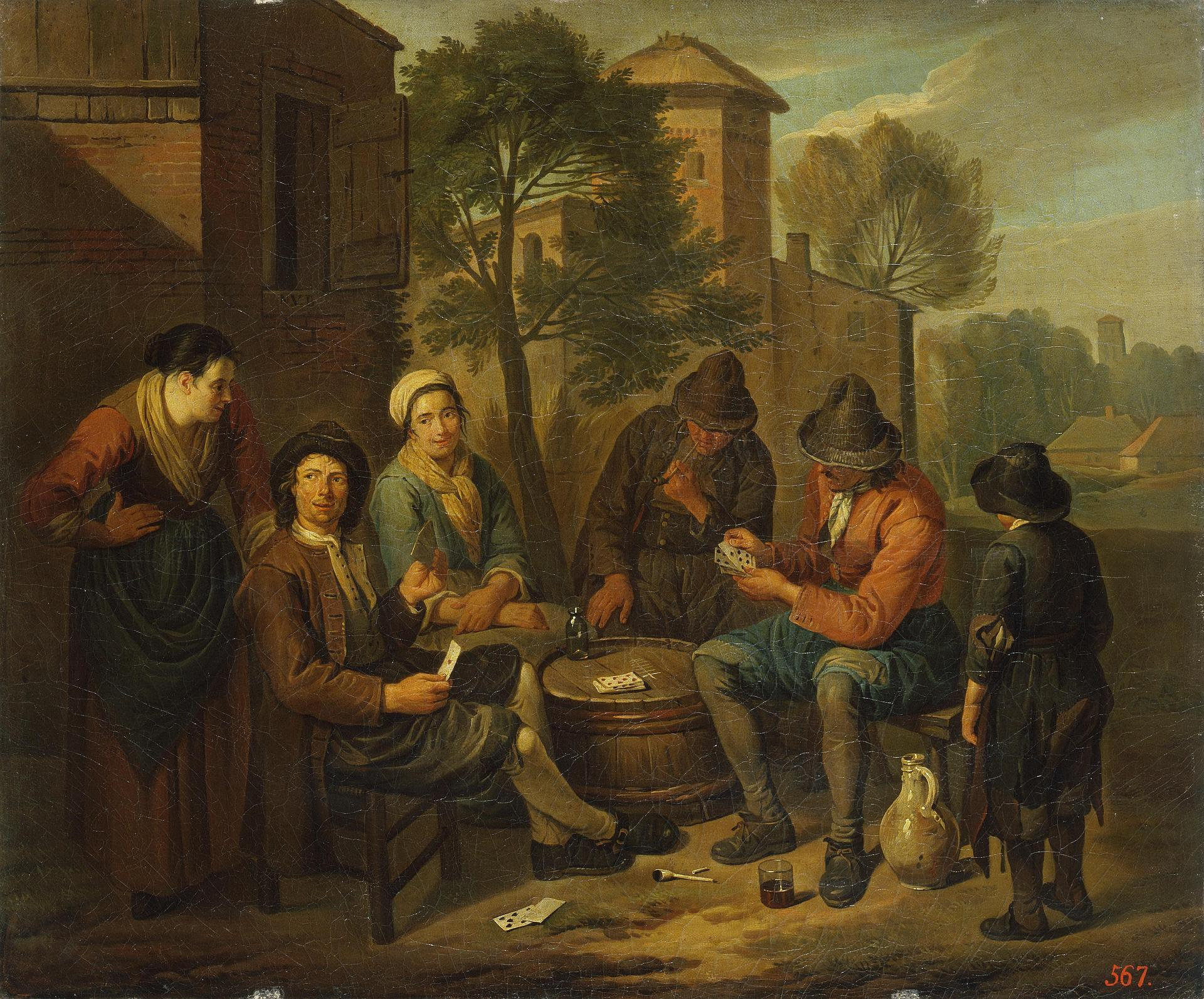
Boeren bij het kaartspel (circa 1700

Norbert van Bloemen was de jongste van drie broers (de anderen waren Pieter van Bloemen en Jan Frans van Bloemen), die allen schilders waren. Volgens het RKD was hij een leerling van zijn oudere broer Pieter. Hij reisde in 1690 in navolging van zijn oudere broers naar Rome waar hij lid werd van de Bentvueghels met de bijnaam Cephalus. Hij wijdde zich in Rome vooral aan de studie van de schilderkunst. Wegens het uitblijven van success keerde hij terug naar Antwerpen, maar ook hier had hij evenmin meer geluk. Dus verhuisde hij vervolgens naar Amsterdam.  Hij was de leermeester van Cornelis Ploos van Amstel.
Hij schilderde in een groot aantal genres en was bekwaam in het maken van historische schilderijen, interieur scènes, portretten, religieuze stukken, conversatiestukken en genrestuken.